# Listă de localități din cantonul Ticino
În cantonul Ticino în anul 2009, sunt 176 de localități:
| - Agno - Airolo - Alto Malcantone - Anzonico - Aranno - Arbedo-Castione - Arogno - Ascona - Astano - Avegno Gordevio - Balerna - Bedano - Bedigliora - Bedretto - Bellinzona - Besazio - Biasca - Bioggio - Bironico - Bissone - Bodio - Bogno - Borgnone - Bosco Gurin - Brione (Verzasca) - Brione sopra Minusio - Brissago - Brusino Arsizio - Bruzella - Cabbio - Cademario - Cadempino - Cadenazzo - Cadro - Calpiogna | - Camignolo - Camorino - Campello - Campo (Vallemaggia) - Caneggio - Canobbio - Capriasca - Carabietta - Carona - Caslano - Castel San Pietro - Cavagnago - Caviano - Cavigliano - Cerentino - Certara - Cevio - Chiasso - Chironico - Cimadera - Claro - Coldrerio - Collina d'Oro - Comano - Contone - Corippo - Cresciano - Croglio - Cugnasco-Gerra - Cureglia - Curio - Dalpe - Faido - Frasco - Gerra (Gambarogno) | - Gambarogno - Giornico - Giubiasco - Gnosca - Gordola - Gorduno - Grancia - Gravesano - Gresso - Gudo - Indemini - Intragna - Iragna - Isone - Isorno - Lamone - Lavertezzo - Lavizzara - Ligornetto - Linescio - Locarno - Lodrino - Losone - Ludiano - Lugano - Lumino - Magadino - Maggia - Magliaso - Mairengo - Malvaglia - Manno - Maroggia - Massagno - Medeglia - Melano | - Melide - Mendrisio - Mergoscia - Meride - Mezzovico-Vira - Miglieglia - Minusio - Moleno - Monte Carasso - Monteggio - Morbio Inferiore - Morbio Superiore - Morcote - Mosogno - Muggio - Muralto - Muzzano - Neggio - Novaggio - Novazzano - Onsernone - Origlio - Orselina - Osco - Osogna - Palagnedra - Paradiso - Personico - Pianezzo - Piazzogna - Pollegio - Ponte Capriasca - Ponte Tresa - Porza - Prato (Leventina) | - Preonzo - Pura - Quinto - Riva San Vitale - Rivera - Ronco sopra Ascona - Rovio - Sagno - San Nazzaro - Sant'Abbondio - Sant'Antonino - Sant'Antonio - Savosa - Sementina - Semione - Sessa - Sigirino - Sobrio - Sonogno - Sonvico - Sorengo - Stabio - Tegna - Tenero-Contra - Torricella-Taverne - Vacallo - Valcolla - Vergeletto - Vernate - Verscio - Vezia - Vico Morcote - Vira (Gambarogno) - Vogorno |